# Mickaël Roche
Mikaël Roche, sinh ngày 24/12/1982 là một cầu thủ đến từ Papeete, Tahiti, hiện là thủ môn cho A.S. Central Sport. Anh ấy từng là một thành viên của Đội tuyển bóng đá quốc gia Tahiti.

## Sự nghiệp
Roche bắt đầu sự nghiệp của mình với câu lạc bộ địa phương AS Jeunes trước khi chuyển sang Pháp để chơi cho đội dự bị AS Monaco vào năm 2000.Sau đó ông chuyển tới chơi cho ROS Menton đến năm 2005,sau đó chuyển sang US Marseille Endoume.

## Giải đấu tham dự

### Trong nước
- Giải bóng đá hạng nhất quốc gia Tahiti: 2012

### Quốc tế
- Cúp Bóng đá châu Đại Dương: 2012

## Sự nghiệp quốc tế
| Tahiti    | Tahiti | Tahiti    |
| Năm       | Trận   | bàn thắng |
| --------- | ------ | --------- |
| 2011      | 2      | 1         |
| 2012      | 3      | 1         |
| 2013      | 2      | 1         |
| 2014      | 0      | 1         |
| 2015      | 0      | 0         |
| 2016      | 5      | 2         |
| 2017      | 2      | 0         |
| Tổng cộng | 14     | 6         |